# Homalomena speariae
Homalomena speariae är en kallaväxtart som beskrevs av Josef Bogner och Moffler. Homalomena speariae ingår i släktet Homalomena och familjen kallaväxter.
Artens utbredningsområde är Colombia. Inga underarter finns listade.